# Manfred Klaiber
Manfred Klaiber  né le 8 juin 1903 à Grafenberg (Royaume de Wurtemberg) et mort le 16 juillet 1981 à Stuttgart est un diplomate allemand. 
Fils de l'historien de la littérature Theodor Klaiber, il effectua ses études secondaires au lycée Karl de Stuttgart, puis étudia le droit à Berlin et Tübingen. À peine diplômé, il fut attaché d'ambassade à Paris (1926), Pretoria et Djakarta. Adhérent au parti nazi le 1er octobre 1934, il fut secrétaire de von Papen à l'ambassade d'Ankara en 1938, puis ministre plénipotentiaire allemand auprès du gouverneur militaire de Serbie en novembre 1942, et en 1944 chef de service du ministère des Affaires Étrangères pour la Grèce, la Serbie, l'Albanie et le Montenegro, en poste à Vienne. Il ne semble pas avoir été visé par les procédures de dénazification. 
Il fut ambassadeur d'Allemagne à Rome de 1957 à 1963 puis à Paris de 1963 à 1968.